# Европейская конфедерация бокса
Европейская конфедерация бокса (EUBC) — европейский руководящий орган в любительском боксе. Европейская конфедерация является членом Международной ассоциации бокса (AIBA).
Созданию конфедерации предшествовал внеочередной конгресс Международной ассоциации бокса, прошедшей в Чикаго в 2007 году и заседание исполкома Европейской ассоциации любительского бокса (EABA), состоявшееся 1 декабря 2007 в Париже. Тогда было принято решение о преобразовании Европейской Ассоциации любительского бокса в Европейскую конфедерацию бокса. 16 февраля 2009 года была принята Конституция EUBC, после чего новая организация приняла на себя функции бывшей Европейской ассоциации любительского бокса (EABA, преобразовано в 1970 году), которая, в свою очередь, наследовала Европейскому континентальному бюро Международной ассоциации, созданной в 1967 году по решению Римского конгресса Международной ассоциации бокса.
В настоящее время президентом EUBC является Франко Фальчинелли (бывший президент Итальянской федерации бокса — Federazione Pugilistica Italiana).